# Volpaia

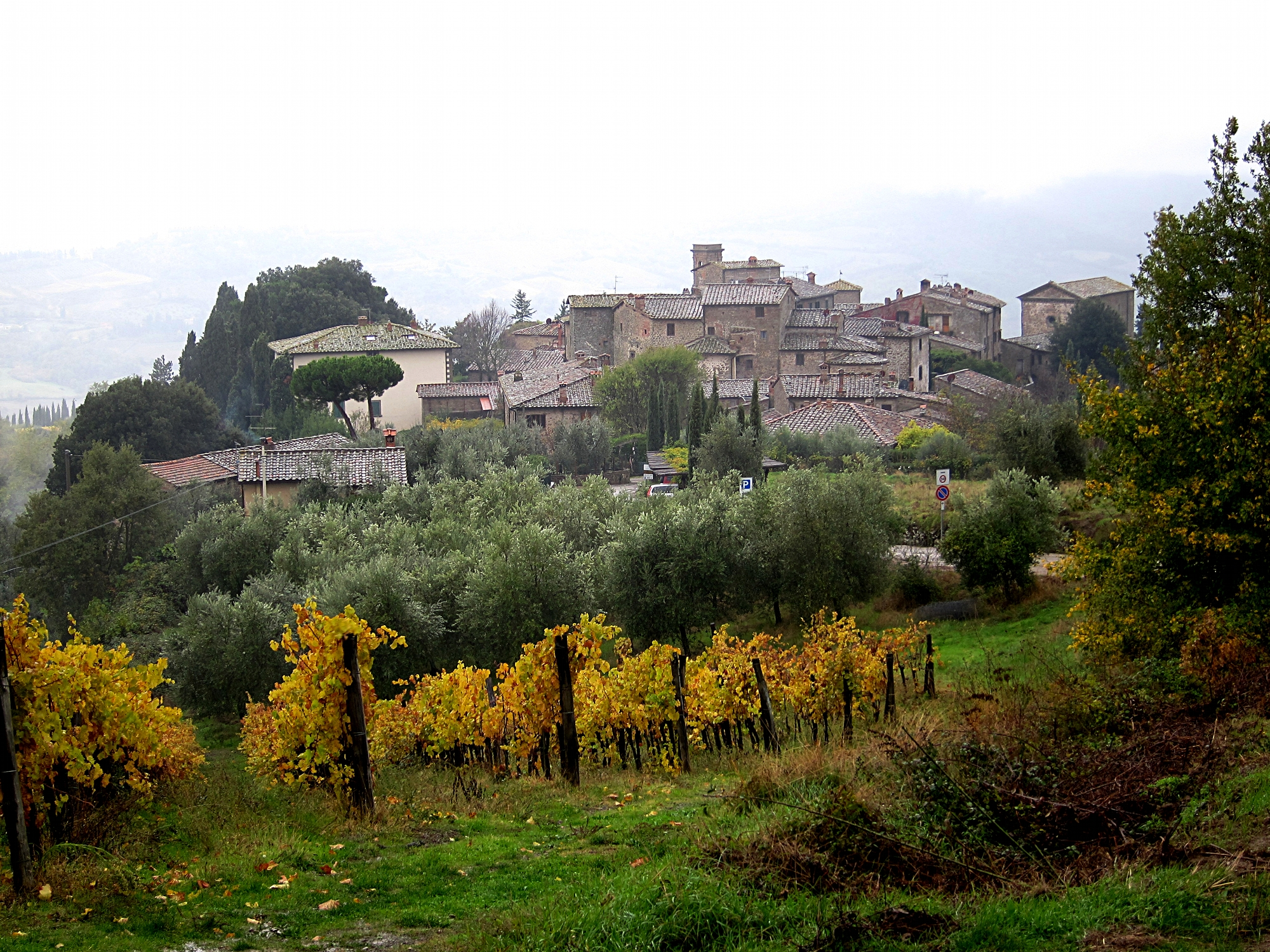
Vue du village

Volpaia est une frazione de la commune italienne de Radda in Chianti. C'est un bourg médiéval fortifié d'une cinquantaine d'habitants où est produit le vin de Chianti Castello di Volpaia.

## Histoire

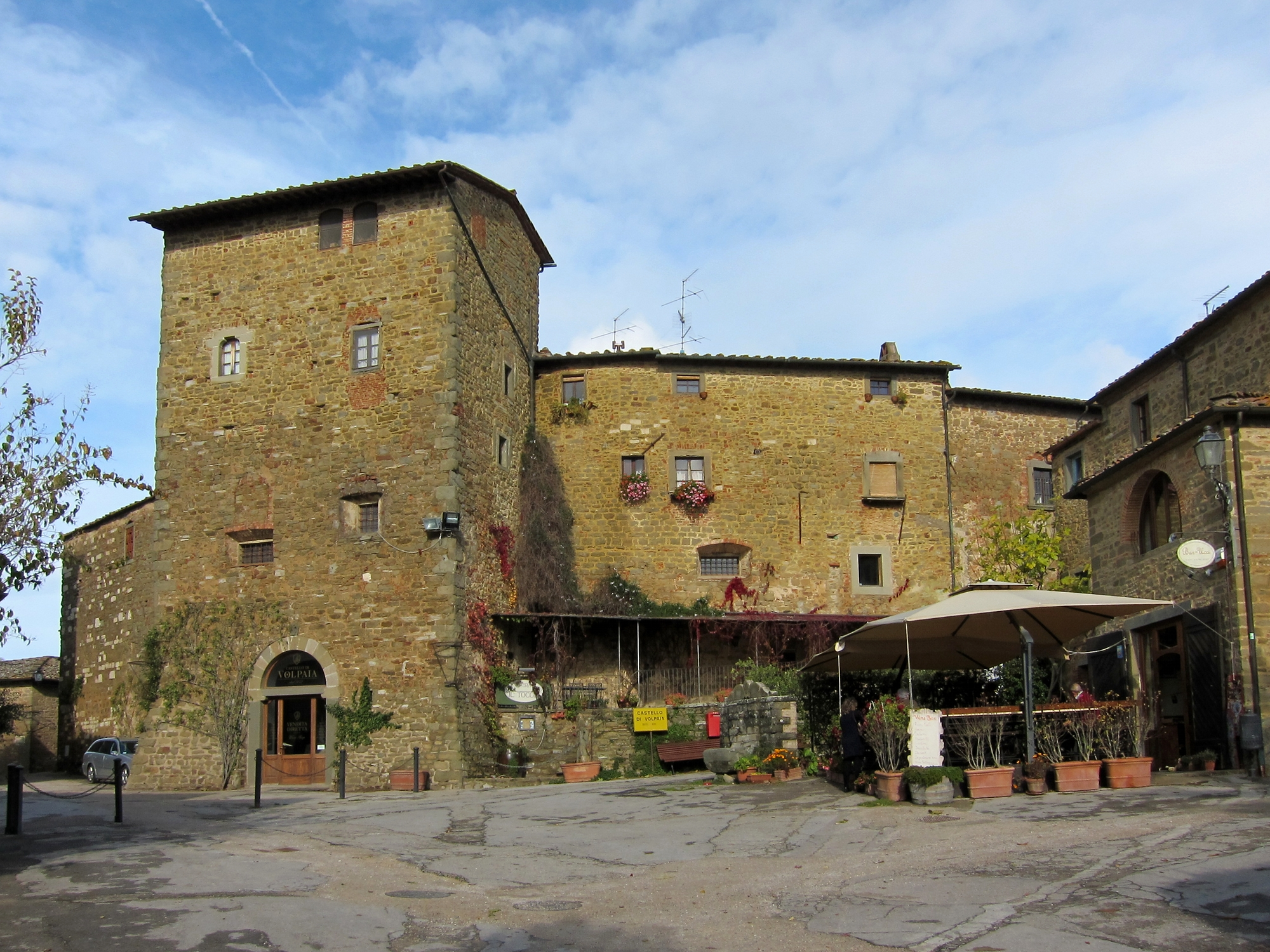
Le château de Volpaia

Les origines du château de Volpaia remontent probablement au Xe siècle. Situé à la limite des républiques de Sienne et de Florence, le village est durement affecté par la rivalité entre les deux républiques et le théâtre de combats particulièrement rudes tout au long du XVe siècle. En particulier, en septembre 1478, les armées de Sienne et de Ferdinand II d'Aragon, Roi de Naples, prennent la place de Volpaia et dévastent le château, repris le mois suivant par l'armée florentine. 

## Lieux et monuments

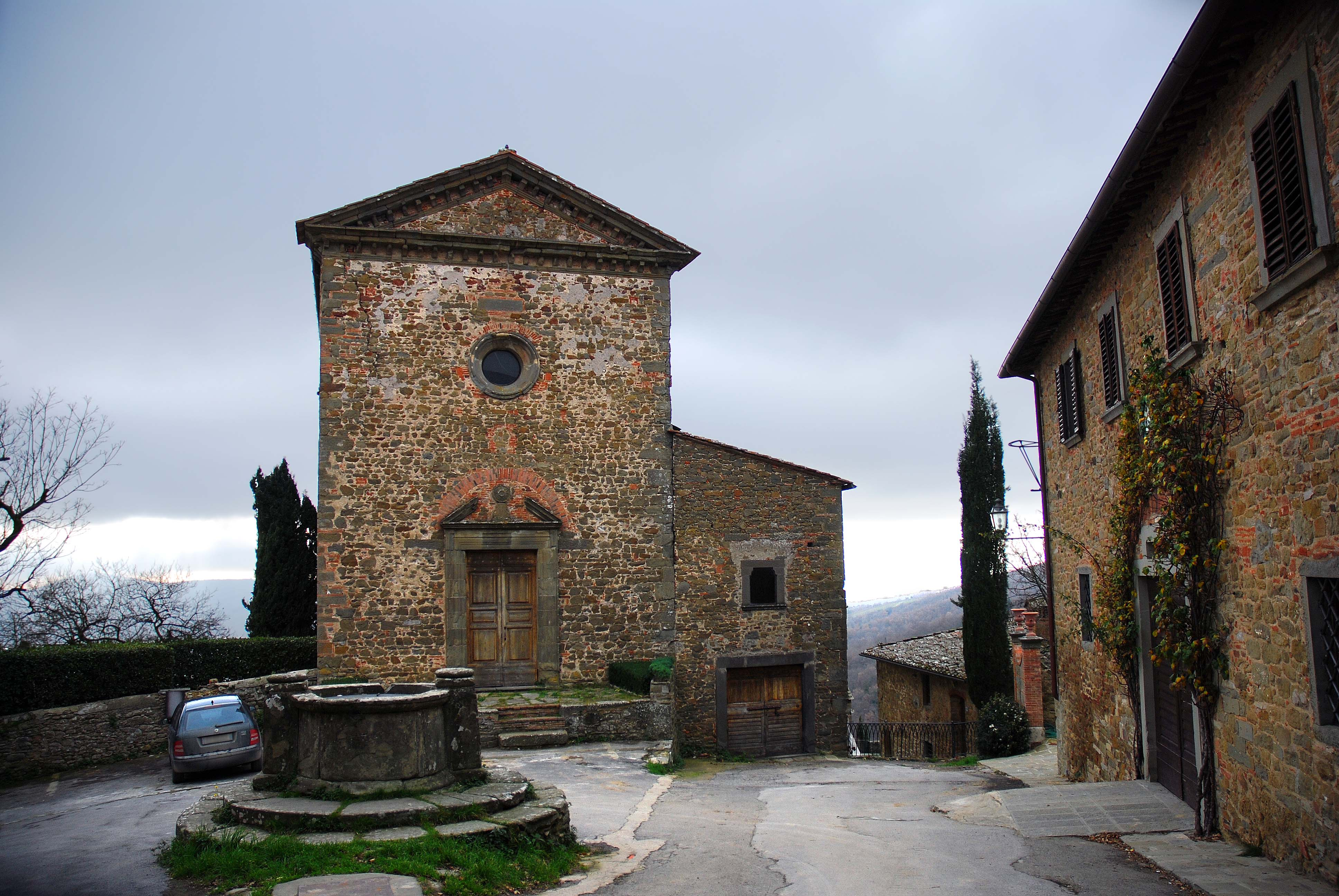
La Commanderie Sant'Eufrosino.

En dépit des nombreuses destructions et reconstructions, le château de Volpaia conserve la tour centrale rectangulaire de ses origines. Une tour cylindrique, au nord, a été ajoutée plus tardivement, probablement après les combats de 1478.
L'église originelle du bourg, l'église de San Lorenzo, date probablement du XIVe siècle.
Volpaia comprend un autre édifice religieux, initialement une chapelle, appelée La Commenda et dédiée à Saint Eufrosino, qui a été construite entre 1443 et 1460 par Pietro di ser Lorenzo della Volpaia. C'est sa façade qui figure sur les étiquettes du Castello di Volpaia Chianti Classico.